# True Justice
True Justice is een Amerikaanse undercover-politieserie rond de door Steven Seagal vertolkte Elijah Kane. Hij is baas van een klein rechercheteam in Seattle dat zware misdaden oplost.
Van True Justice zijn anno 2012 twee seizoenen gemaakt van elk dertien afleveringen die een uur duren. De serie werd eerst uitgezonden op de Spaanse zender Nitro begin juli 2011. In Vlaanderen zond 2BE de eerste aflevering uit eind oktober 2012. Sinds de start van CAZ wordt de reeks herhaald.

## Achtergrond
Het rechercheteam van Elijah Kane is een speciaal team dat de zware criminaliteit aanpakt. Hierbij gaat het om moord, schietpartijen, handel in verdovende middelen en smokkelen. Het politieteam van Seattle maakt vaak gebruik van undercoveroperaties en laat de regels links liggen als het om "boeven vangen" gaat. De serie wordt gekenmerkt door de vele actie- en vechtscènes; iets wat in een doorsneepolitieserie wat minder het geval is.

## Rolverdeling
| Acteur          | Personage        | Functie                                     | Seizoenen |
| --------------- | ---------------- | ------------------------------------------- | --------- |
| Steven Seagal   | Elijah Kane      | Hoofdpersoon en hoofd van het rechercheteam | 1- 2      |
| Sarah Lind      | Sarah Montgomery | Rechercheur                                 | 1- 2      |
| Willian Stewart | Andre Mason      | Rechercheur                                 | 1         |
| Meghan Ory      | Juliet Saunders  | Rechercheur                                 | 1         |
| Warren Christie | Radner           | Rechercheur                                 | 1         |
| Lochlyn Munroe  | Mark Simms       | Rechercheur                                 | 2         |
| Jesse Hutch     | Johnny Garcia    | Rechercheur                                 | 2         |

## Afleveringen
De serie telde in totaal 26 afleveringen verspreid over 2 seizoenen. De reeks werd geschreven en bedacht door Steven Seagal, die ook de hoofdrol speelt. In zowel Nederland als het Verenigd Koninkrijk zijn beide seizoenen op DVD uitgebracht.
De series werden uitgebracht als films, waarbij iedere film bestond uit 2 afleveringen samengevoegd. 
1. Deadly Crossing (seizoen 1, aflevering een en twee)
2. Dark Vengeance (seizoen 1, aflevering drie en vier)
3. Street Wars (seizoen 1, aflevering vijf en zes)
4. Lethal Justice (seizoen 1, aflevering zeven en acht)
5. Brotherhood (seizoen 1, aflevering negen en tien)
6. Urban Warfare (seizoen 1, aflevering elf en twaalf)
7. Payback (bonus) (seizoen 1, aflevering dertien)
8. Vengeance is Mine (seizoen 2, aflevering een en twee)
9. Blood Alley (seizoen 2, aflevering drie en vier)
10. Violence of Action (seizoen 2, aflevering vijf en zes)
11. Angel of Death (seizoen 2, aflevering zeven en acht)
12. Dead Drop (seizoen 2, aflevering negen en tien)
13. One Shot One Life (seizoen 2, aflevering twaalf en dertien, elf als bonus)